# ساندي ألان
ساندي ألان (بالإنجليزية: Sandy Allan)‏ هو لاعب كرة قدم بريطاني في مركز الهجوم، ولد في 29 أكتوبر 1947 في فورفار ‏ في المملكة المتحدة. لعب مع سوانزي سيتي.